# Afonso Pena
Afonso Augusto Moreira Pena (Santa Bárbara, Minas Gerais, 30 de noviembre de 1847-Río de Janeiro, 14 de junio de 1909) fue un político brasileño.
Fue Presidente constitucional del Brasil entre el 15 de noviembre de 1906 hasta el 14 de junio de 1909, fecha de su fallecimiento. Antes de su carrera como político, fue abogado y jurista.

## Biografía

### Inicio de carrera
Graduado en Derecho por la Facultad de Derecho de São Paulo en 1870, Afonso Pena fue uno de los fundadores y director, en 1892, de la "Facultad Libre de Derecho" de Minas Generales, actual Facultad de Derecho de la Universidad Federal de Minas Gerais (UFMG). Ejerció el mandato de diputado por el estado de Minas Gerais en 1874.
Los años siguientes, mientras se mantenía como diputado, también ocupó algunos ministerios: de la Guerra (1882), de la Agricultura, Comercio y Obras Públicas (1883 y 1884), y de la Justicia (1885). Afonso Pena y Rodrigues Alves, su compañero de facultad, fueron los dos presidentes de la república que fueron antes consejeros del Imperio de Brasil.
Es el único miembro del Gabinete Imperial de Pedro II que se hizo Presidente de la República de Brasil.
Afonso Pena presidió a continuación la Asamblea Constituyente de Minas Gerais en los primeros años de la república.

### Gobernador de Minas Gerais y vicepresidente de la República
Fue gobernador del estado de Minas Gerais entre 1892 y 1894, siendo el primer gobernador de Minas Gerais a ser elegido por voto directo. Fue durante su gobierno que se decidió por el cambio de la capital del estado, de Ouro Preto para el pueblo de Curral d'El Rey, hoy Belo Horizonte. Fue presidente del Banco do Brasil, de 1895 a 1898 y después senador por Minas Gerais.
En 1 de marzo de 1902, Rodrigues Alves fue elegido presidente de la República teniendo a Francisco Silviano de Almeida Brandão como su vicepresidente. Silviano Brandão falleció en septiembre de 1902, antes de su posesión. Para ocupar su lugar, Afonso Pena fue elegido vicepresidente, el 18 de marzo de 1903, y se tornó vicepresidente el 23 de junio de 1903.

### Presidencia constitucional de la República
Afonso Pena fue elegido presidente de la república, en 1 de marzo de 1906, obteniendo casi la totalidad de los votos. Obtuvo 288.285 votos contra 4.865 votos de Lauro Sodré y 207 votos de Rui Barbosa. Nilo Peçanha fue elegido, en la misma fecha, su vicepresidente.